# جيسيكا لوبيز
جيسيكا لوبيز (بالإنجليزية: Jessica López) هي لاعبة جمباز فني أمريكية، ولدت في 22 يناير 1986 في كاراكاس في فنزويلا.

## وصلات خارجية
- جيسيكا لوبيز على موقع الاتحاد الدولي للجمباز (licence) (الإنجليزية)
- جيسيكا لوبيز على موقع الاتحاد الدولي للجمباز (biography) (الإنجليزية)
- جيسيكا لوبيز على موقع أوليمبيديا (الإنجليزية)